# Myrmecaelurus noeli
Myrmecaelurus noeli is een insect uit de familie van de mierenleeuwen (Myrmeleontidae), die tot de orde netvleugeligen (Neuroptera) behoort. 
Myrmecaelurus noeli is voor het eerst wetenschappelijk beschreven door Navás in 1928.